# Avoine (Orne)
Avoine é uma comuna francesa na região administrativa da Normandia, no departamento Orne. Estende-se por uma área de 9,63 km². Em 2010 a comuna tinha 224 habitantes (densidade: 23,3 hab./km²).